# Eugen Kranzbühler

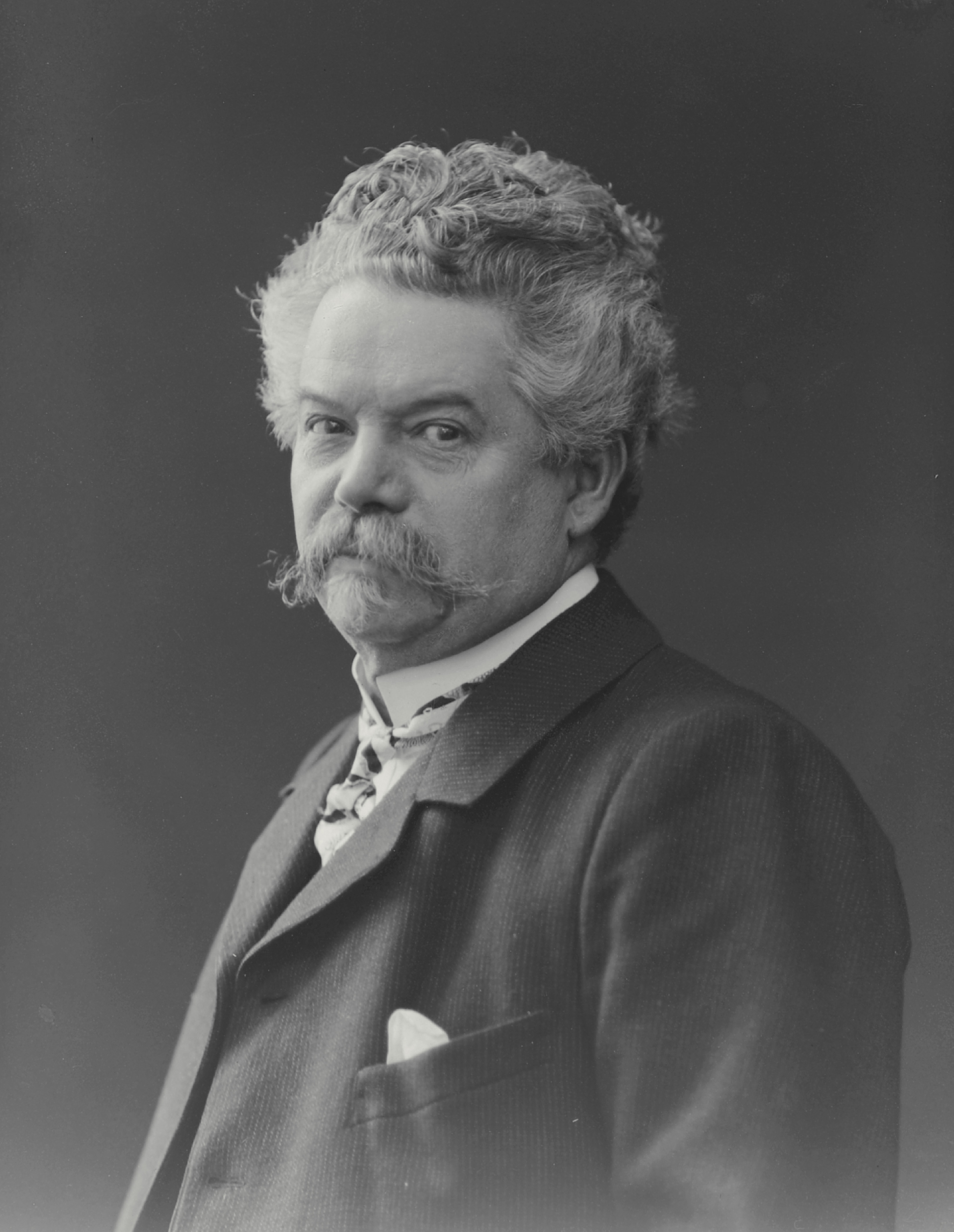
Eugen Kranzbühler

Eugen Kranzbühler (* 5. August 1870 in Worms; † 17. März 1928 in Darmstadt) war Direktor der Provinz Starkenburg.

## Familie
Seine Eltern waren der gleichnamige Verleger und Druckereibesitzer Eugen Kranzbühler (1841–1919) und dessen Frau Rosina Luise (Rosa), geborene Frey.
Eugen Kranzbühler heiratete 1898 Bertha Emilie Pistor (* 1876), Tochter des Kaufmanns Ernst Pistor und dessen Frau Elise, geborene Heil.

## Karriere
Eugen Kranzbühler studierte Rechtswissenschaft und promovierte 1894 an der Universität Gießen zum Dr. jur. 1896 wurde er Regierungsassessor, 1898 Polizeiinspektor in Darmstadt und 1899 Kabinettssekretär. 1902 wechselte er als Amtmann zum Kreis Gießen und 1906 ins Finanzministerium. Dort war er als „Ständiger juristischer Hilfsarbeiter“ in der Abteilung für Bauwesen tätig und erhielt 1906 die Beförderung zum Regierungsrat. Ab 1908 war er Vorstand des Polizeiamts Darmstadt unter Belassung des Titels „Regierungsrat“. 1911 kam er als Kreisrat in den Kreis Schotten, 1913 wechselte er in gleicher Funktion zum Kreis Erbach. Während des Ersten Weltkriegs war er ab 1915 Präsident der Zivilverwaltung nach Namur ins besetzte Belgien abkommandiert. 1917 wurde er – wie alle Kreisräte des Großherzogtums Hessen – zum Kreisdirektor befördert. Die Novemberrevolution 1918 und der Wechsel von der Monarchie zum Volksstaat Hessen berührten seine Stellung nicht. Ab 1920 war er nach der Alliierten Rheinlandbesetzung hessischer „Staatskommissar beim Reichskommissar für die besetzten rheinischen Gebiete“. Ab 1923 wurde er Ministerialrat und nahm die Aufgaben des hessischen Bevollmächtigten bei der Zentralkommission für die Rheinschifffahrt wahr. 1924 erhielt er die Stelle des Kreisdirektors des Kreises Darmstadt, was mit der Aufgabe des Direktors der Provinz Starkenburg verbunden war.

## Weitere Engagements
- 1906–1909 war er Mitglied des Technischen Ober-Prüfungsamts in Darmstadt.

Neben seinem Beruf beschäftigte sich Eugen Kranzbühler mit historischen und kunstgeschichtlichen Themen zur Stadt Worms. Dies führte dazu, dass er
- 1923 Mitglied der Historischen Kommission für Hessen wurde.[1]

## Ehrungen
- 1900 Preußischer Kronenorden IV. Klasse[1]
- 1902 Ritterkreuz II. Klasse des Ernestinischen Hausordens, verliehen von Carl Eduard (Sachsen-Coburg und Gotha)[1]
- 1909 Ritterkreuz I. Klasse des Badischen Ordens vom Zähringer Löwen[1]
- 1910 Kommandeurkreuz des Montenegrinischen Danilo-Ordens[1]
- 1910 Russischer Sankt-Stanislaus-Orden II. Klasse[1]
- 1917 Ritterkreuz I. Klasse des hessischen Verdienstordens Philipps des Großmütigen[1]

### Werke
nach Erscheinungsjahr geordnet 
- Die Aftermiete. Kranzbühler, Worms 1894 = Univ.-Diss. Giessen, 1894
- Vom Wormser Domkreuzgang. Worms 1903.
- Verschwundene Wormser Bauten. Beiträge zur Baugeschichte und Topographie der Stadt. Kräuter, Worms 1905.
- Der Wormser Dom im 18. Jahrhundert. In: Studien aus Kunst und Geschichte. Herder, Freiburg i. B. 1906, S S. 297–312.
- Das „Alte Münster“ in Worms. In: Archiv für hessische Geschichte und Altertumskunde; N.F. 7 (1910), S. 454–483.
- Einige Nachrichten über Altäre und Gräber im Wormser Dom. Schotten 1912.
- Georg Moller und der in Darmstadt gefundene Originalriß des Kölner Domes. In: Historischer Verein für Hessen: Archiv für hessische Geschichte und Altertumskunde 1912, S. 321–329.
- Sankt Martin in Worms. Zur Geschichte des Stifts und seiner Kirche. Kranzbühler, Darmstadt 1926.
- Wormatia. Aufsätze zur Wormser Geschichte. Kräuter (in Kommission), Worms 1926.
- Friedrich Maria Illert (Hg.): Worms und die Heldensage mit Beiträgen zur Siegel- und Wappenkunde, Münz- und Baugeschichte der Stadt. Stadtbibliothek Worms, Worms 1930 (posthum erschienen).

### Sekundärliteratur
- Otto Böcher: Eugen Kranzbühler. In: Carl Villinger (Red.): Wormser Profile. Lebensbilder zehn Wormser Persönlichkeiten. Altertumsverein Worms, Worms 1966, S. 77–83.

## Wissenswert
Ein umfangreicher Nachlass von Eugen Kranzbühler befindet sich im Stadtarchiv Worms, Signatur: Abteilung 7 (Nachlässe) Nr. 170/01.